# Gasthof zur Post (Wertingen)

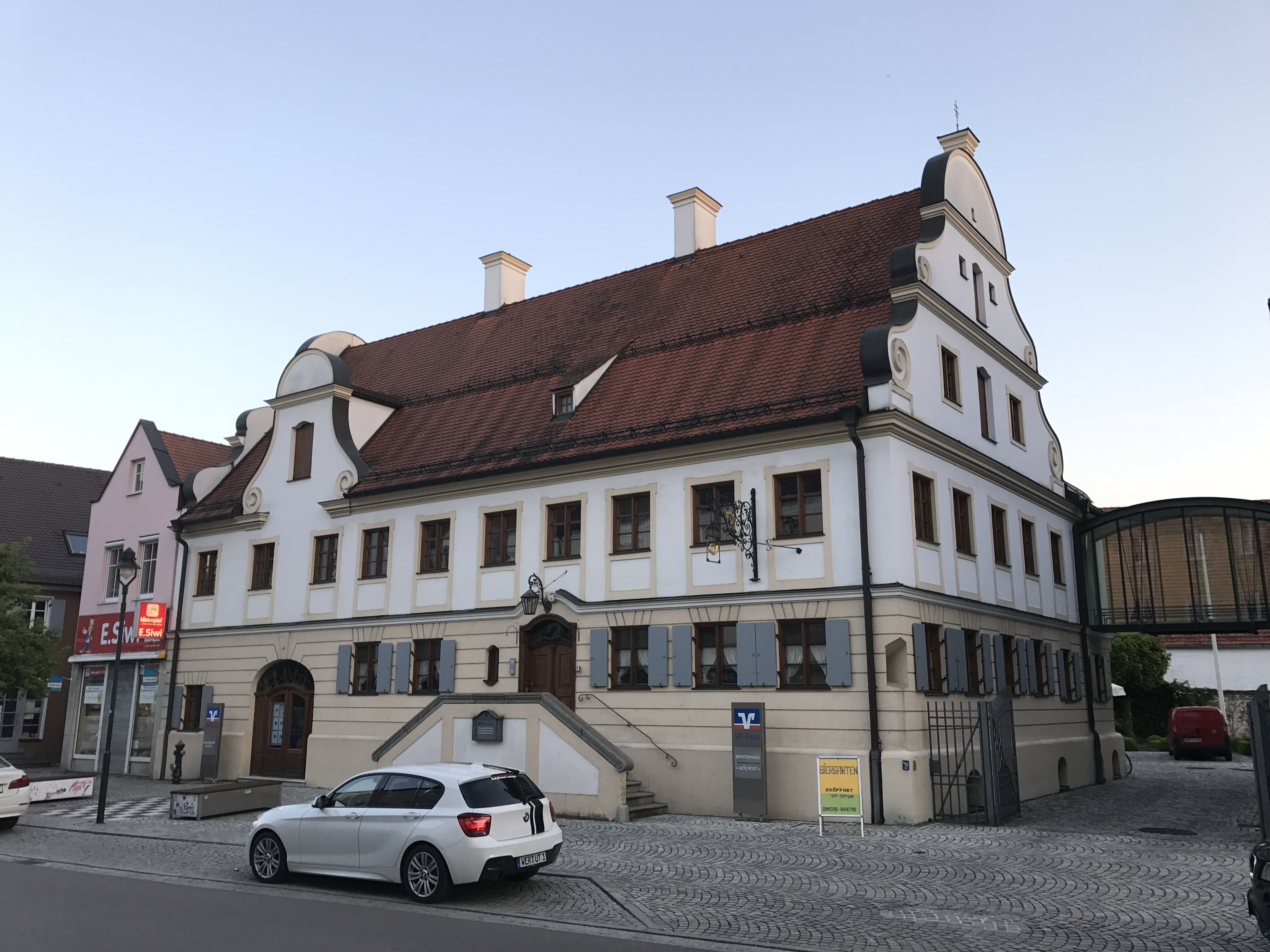
Gasthof zur Post in Wertingen

Der Gasthof zur Post in Wertingen, einer Gemeinde im schwäbischen Landkreis Dillingen an der Donau in Bayern, wurde Ende des 18. Jahrhunderts errichtet. Das Gasthaus an der Hauptstraße 19 steht auf der Liste der geschützten Baudenkmäler in Bayern.
Der zweigeschossige traufständige Satteldachbau über hohem Sockel mit geschweiftem Voluten- und Zwerchgiebel besitzt ein profiliertes Trauf- und Giebelgesims.